# 아구몬
아구몬(일본어: アグモン)은 디지털 몬스터에 나오는 가공의 생명체이며 성장기의 공룡형 디지몬이다. 디지몬 어드벤처와 파워 디지몬에서 파트너는 신태일이고, 디지몬 세이버즈에서 파트너는 다이몬 마사루(최건우)이다. 필살기는 베이비 플레임과 베이비 버너다.

## 생김새
외형은 새끼 공룡처럼 생겼고, 피부는 밝은 오렌지색 눈은 원반 모양에다가 연두색이다. 팔뚝은 위팔보다 크게 눈에 띄고 넓은 발과 각각 3개의 손·발톱이 있다. 꼬리는 살쪘고, 손과 주둥이는 거의 몸만큼 크다. 디지몬 세이버즈에서는 전편들과 달리 키와 콧구멍이 크고, 긴 손·발톱과 폭이 넓은 팔뚝에 손에는 빨간 브레이서가 착용되어있다.

## 에피소드

### 디지몬 어드벤처 · 파워 디지몬
성우 : 사카모토 치카/문선희, 이윤희(크로스워즈), 최덕희(디지몬 유니버스 어플리 몬스터즈, 라스트 에볼루션 인연).
신태일의 친구 디지몬으로 먹보에 게으름뱅이이지만 친구들이 도움을 필요로 할때는 열심히 활약한다. 디지몬 세계로 흘러들어온 태일을 보고 반갑게 기억하지만, 태일 본인은 정작 기억하지 못한다. 친구 디지몬들 중에서 가장 처음 성숙기, 완전체로 진화했다. 하지만 태일이가 무모하게 진화시키려하여 스컬 그레이몬이라는 암흑진화를 한 적도 있었다. 태일이를 제외한 아이들도 모두 친구처럼 대한다. 리키와 신나리의 도움으로 파피몬과 함께 초특급진화를 하게 되어 워그레이몬 궁극체로 진화한다. 워그레이몬으로 진화한 뒤로는 악당들을 쉽게 해치운다.
- 극장판 디지몬 어드벤처-신태일의 파트너 디지몬인 아구몬과 다른 개체가 신태일와 신나리를 만난다.
- 디지몬 어드벤처 제1화- 태일과 만난것에 의해 코로몬에서 아구몬으로 진화.
- 디지몬 어드벤처 제2화-디지바이스의 힘에 의해 그레이몬으로 진화할 수 있게됨.
- 디지몬 어드벤처 제16화-태일의 무모한 만용과 욕심 때문에 스컬그레이몬으로 암흑진화하고 만다.
- 디지몬 어드벤처 제20화-메탈그레이몬으로 진화하여 에테몬을 쓰러뜨린 뒤 공간의 균열이 발생해 신태일과 함께 인간세계로 흘러들어옴.
- 디지몬 어드벤처 제39화-리키와 나리의 도움으로 워프진화(초특급진화)로 워그레이몬으로 진화할 수 있게 됨.
- 극장판 디지몬 어드벤처 - 우리들의 워게임-메탈가루몬과 융합하여 오메가몬이 됨.
- 파워 디지몬 제1화-디지몬 카이저와 다크타워(어둠의 탑)의 힘 때문에 진화할 수 없게 된다.
- 파워 디지몬 제10화-적이 돼버리고 주인공과 그의 친구들과 싸우게 된다.
- 파워 디지몬 제46화-청룡몬에 의해 파워가 주어져 다시 진화할 수 있게 된다.

### 디지몬 세이버즈
성우 : 마츠노 타이키/이미나
최건우의 파트너 디지몬. Rapter-1이라는 코드네임을 부여받고 닷트의 추격을 받고 있었다. 그렇게 닷트의 추적을 뿌리치며 도망치던 중에 우연히 만나게 된 최건우와의 싸움을 통해 최건우를 형님으로 모시게 된다. 그 때문에 최건우와 아구몬의 관계는 파트너 디지몬이라기보다는 형 아우의 모습을 떠올리게 한다. 디지몬 어드벤처에 나왔던 아구몬처럼 식욕이 왕성하며, 특히나 오유리(최건우의 엄마)가 만들어준 달걀말이를 가장 좋아한다. 최건우 집의 아이돌을 자칭하고 있을 정도로 최건우의 가족에게 사랑받고 있다. 아구몬은 최건우 외에는 전부 경칭을 생략해서 부르는데, 특히나 최건우의 엄마인 오유리에게까지 경칭을 생략할 정도로 매우 낙천적이다.

## 진화 과정
진화: 깜몬→코로몬→아구몬→그레이몬→메탈그레이몬→워그레이몬
- 깜몬 (보타몬) 필살기: 거품
- 코로몬 필살기: 거품
- 아구몬 필살기: 꼬마 불꽃 (베이비 프레임)
- 그레이몬 필살기: 메가 파이어 (메가 플레임)
- 메탈그레이몬 필살기: 인공지능 미사일 (기가 디스트로이어), 왕발톱 (트라이덴트 암), 지가스톰
- 워그레이몬 필살기: 테라 광선 (가이아 포스), 그레이트 토네이도 (브레이브 토네이도), 왕발톱 (드라몬 킬러), 용기의 방패 (브레이브 실드)

## 같이 보기
- 디지몬 어드벤처
- 파워 디지몬
- 디지몬 세이버즈